# Addi
Addi là một tên riêng. Nó cũng xuất hiện dưới dạng biệt danh cho nam hoặc nữ hoặc tên thú cưng.